# Данвил
Данвил (фр. Denneville) насеље је и општина у северној Француској у региону Доња Нормандија, у департману Манш која припада префектури Кутанс.
По подацима из 2011. године у општини је живело 568 становника, а густина насељености је износила 68,93 становника/km². Општина се простире на површини од 8,24 km². Налази се на средњој надморској висини од 5 метара (максималној 38 m, а минималној 4 m).

## Демографија
| 1962. | 1968. | 1975. | 1982. | 1990. | 1999. | 2011. |
| ----- | ----- | ----- | ----- | ----- | ----- | ----- |
| 498   | 506   | 457   | 466   | 442   | 478   | 568   |

График промене броја становника у току последњих година